# Gol olímpico

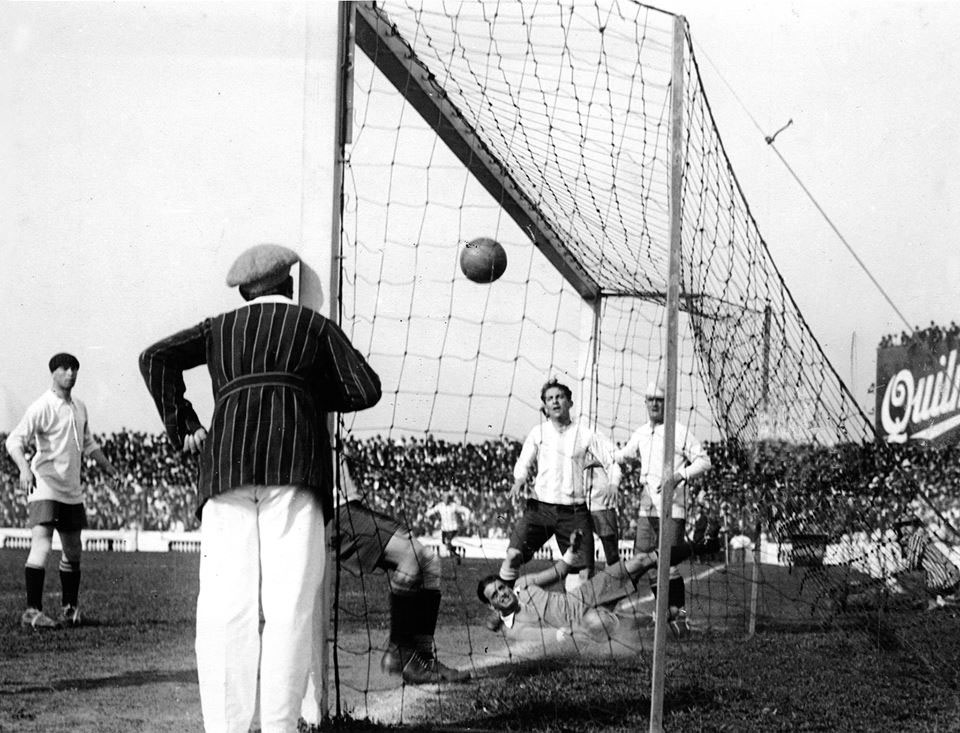
Primer gol olímpico, obra de Cesáreo Onzari (1924).

En el fútbol, se denomina gol olímpico a una jugada en la cual el balón enviado con efecto desde el saque de esquina entra directamente en la portería rival. Es una anotación poco frecuente y pocos jugadores han conseguido realizar esta acción en alguna ocasión.
Disminuye su dificultad a mayor radio del balón y en invierno, debido a que la densidad y viscosidad del aire son mayores con una presión atmosférica alta, una humedad baja y una temperatura baja.

## Historia
Recibe su nombre del primer gol marcado de esa manera oficialmente, obra del argentino Cesáreo Onzari, jugador del Club Atlético Huracán y de la selección argentina. La conquista ocurrió a los 15 minutos del partido amistoso celebrado el 2 de octubre de 1924 en la cancha de Sportivo Barracas, de la ciudad de Buenos Aires, entre las selecciones de Argentina y Uruguay, flamante campeón en los Juegos Olímpicos de París 1924, que ganaron los locales por 2-1. Fue el primer tanto de este tipo, convalidado según una reforma reciente en las reglas del juego, por lo que se lo conoció como «el gol de Onzari a los olímpicos», para en adelante simplificarlo acuñando el término «gol olímpico» para referirse a una anotación de estas características, ya que poco tiempo antes el reglamento establecía que no eran válidos los tantos conseguidos directamente de un saque de esquina.

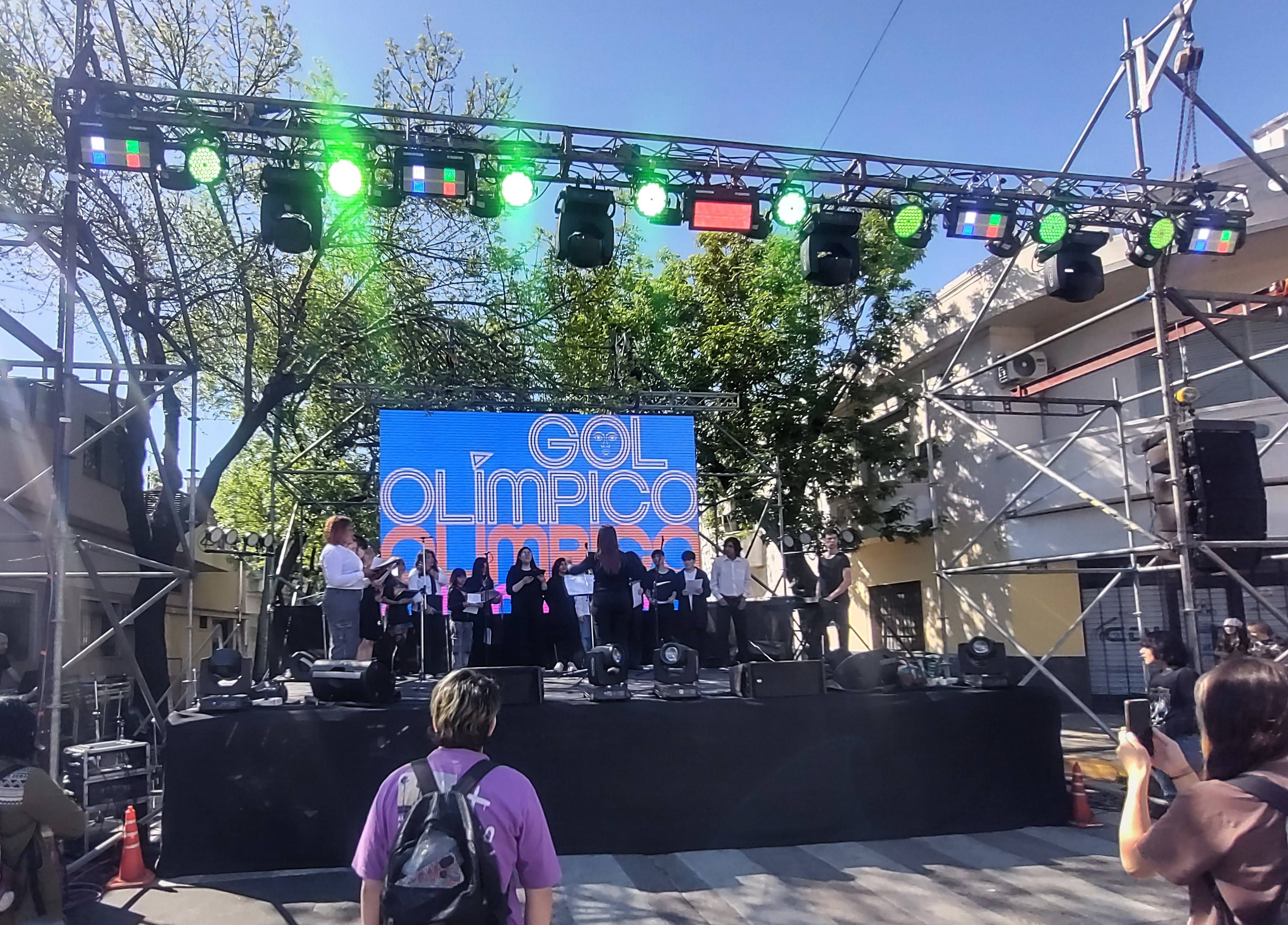
En 2024 se celebró los 100 años del primer gol olímpico mundial en el lugar en que existió la cancha en que se jugó el partido, en Barracas.

Ese partido también resultó histórico por haber sido el primero, luego de haberlo hecho en el estadio de Colombes tras la final del torneo consagratorio, en el que el seleccionado uruguayo dio lo que hoy se conoce como vuelta olímpica, ya que los organizadores solicitaron a los campeones dar una vuelta al campo de juego para ser aplaudidos por el público, y porque ese día el estadio estrenó el primer cerco perimetral de alambre entretejido, el que pasó a denominarse alambrado olímpico.
La futbolista estadounidense Megan Rapinoe es la única persona que ha logrado marcar gol olímpico en Juegos Olímpicos. Lo hizo dos veces: en Londres 2012, contra Canadá, y en Tokio 2021, contra Australia. 
El primer gol de este tipo anotado en una Copa Mundial de Fútbol fue conseguido por el cubano José Magriñá el día 5 de junio, en el Mundial de Francia de 1938, durante el partido jugado en el Estadio Chapou de la ciudad de Toulouse, entre Cuba y Rumania. En el Mundial de Chile de 1962, en el partido entre Colombia y la Unión Soviética en la fase de grupos, Marcos Coll lo logró frente al considerado mejor arquero de todos los tiempos, Lev Yashin.
Por su parte, el primero registrado en la Copa Mundial de Fútbol Sub-17 fue anotado por México en la Copa Mundial de Fútbol Sub-17 de 2011 por el jugador Jonathan Espericueta.
El primer gol olímpico anotado en una Copa América lo hizo el chileno Humberto Moreno en el partido entre Chile y Bolivia que terminó 7-1 a favor de los chilenos, en la edición de 1926.